# كاميلا لونا
كاميلا لونا (بالإسبانية: Camila Luna)‏ هي مغنية وكاتبة غنائية فنزويلية، ولدت في القرن العشرين.

## وصلات خارجية
- الموقع الرسمي